# Antoine de Morlhon
André Étienne Antoine de Morlhon, dit Antoine de Morlhon, (né le 12 octobre 1753 à Villefranche-de-Panat - mort le 14 janvier 1828) fut archevêque d'Auch au début du XIXe siècle.

## Biographie
Son grand-père maternel était François Étienne Galtier, originaire de Réquista, sa marraine  Antoinette  Rolland, de Monteillet.
André Étienne Antoine de Morlhon fut  nanti  par  son  cousin Maur-Leon de Morlhon, dernier de la branche de Morlhon-Laumière. 
Il fut nommé vicaire général de Clermont-Ferrand avant la Révolution. 
Pendant la Révolution, il rejoignit Villefranche-de-Panat. Prêtre réfractaire, il fut interné deux fois à Rodez, déplacé à Figeac, déporté à Bordeaux, puis au port des Barques à Rochefort pour être exilé. 
Il est préconisé, sous Louis XVIII, archevêque d'Auch le 13 janvier 1823, promulgué au consistoire du 16 mai, sacré le 13 juillet 1823 par Monseigneur  de Quélen, archevêque de Paris, dans la chapelle des Carmes, à Paris. 
Charles X le nomma en 1827 pair de France, avec le titre de comte. Il est mort le 14 janvier 1828 et fut enterré dans la Cathédrale Sainte-Marie d'Auch. Une stèle sur le sol marque l'emplacement de sa tombe. Il s'est occupé de l'éducation des enfants de son frère aîné et plus spécialement de celle d'Auguste de Morlhon, futur évêque du Puy-en-Velay.

## Armes
D'azur au lion d'argent accompagné de 3 besans d'or 2 et 1.

## Référence
1. ↑  Comte de Saint Saud, Armorial des prélats français du XIXe siècle, Paris, 1906, H. Daragon, 415p., p.58. Consultable sur Gallica.